# Црвена Хрватска
Црвена Хрватска (лат. Croatia Rubea) је израз, ознака и концепт из 17. века. Прво помињање српске обале овим изразом је у Летописа попа Дукљанина.  Поред Црвене Хрватске, постоји и Бела Хрватска. Према неким претежно хрватским тумачењима, не само да је Млетачка Албанија — хрватска, већ и Османска Албанија, колико и Валона.
Летопис попа Дукљанина сачуван је у латиничном препису из 17. века. Верује се да је првобитно постојао словенски изворник. 
У науци постоје различита мишљења о времену настанка хронике и интерпретацији удела информација у њему. Многе су хронике неистине, као што је мешање Гота и Словена. 
Тврдње у њима /тзв. Црвена Хрватска/ морају се упоредити са другим поузданим изворима. Проглас католичке српске обале хрватском супротно је информацијама Константина Багренородног и спроведеној Самуиловог српског похода у раном 11. веку, тј. пре Великог раскола.
Израз се може разјаснити и објаснити у контексту Босанског ејалета формираног с Турском Хрватском и слиједећег Дугог рата који је окончан Житванском мира. Одмах по завршетку дугог рата створена је нова књижевна норма — илирски језик. У светлу контрареформације, Конгрегација је започела широку католичку пропаганду која је стигла и до бугарских земаља. Током 17. века, католичка пропаганда у Влашкој и Молдавији заменила је средњобугарски језик — креолским. У ту сврху, након Ужгородске уније, објављена је Кантакузинова Библија која је замењивала Острошка Библија. Након побуна сејмена и домобрана.

## Види jош
- Турски страх
- Сплитска лука
- Словенско царство
- Ислам Грчки
- Ислам Латински
- Јурај Крижанић